# Fumana bonapartei
Fumana bonapartei är en solvändeväxtart som beskrevs av René Charles Maire och Petitmengin. Fumana bonapartei ingår i släktet barrsolvändor, och familjen solvändeväxter. Inga underarter finns listade i Catalogue of Life.